# Wire & Glass
«Wire & Glass» es el primer sencillo extraído del álbum Endless Wire (2006), de The Who. Editado el 17 de julio de 2006 de forma exclusiva para iTunes, y el 24 de julio de 2006 en CD y vinilo, "Wire & Glass" supone un adelanto del primer disco de estudio de The Who en 24 años desde "It's Hard" (1982).
El sencillo alcanzó el Top 5 del Canadian Singles Chart y el puesto 9 en las listas de sencillos de España .

## Lista de canciones
Todas las canciones, unidas en una sola pista en el maxisencillo en formato CD, están escritas por Pete Townshend.
1. Sound Round (1.22)
2. «Pick Up The Peace» (1.26)
3. «Endless Wire» (1.50)
4. «We Got A Hit» (1.17)
5. «They Made My Dreams Come True» (1.12)
6. «Mirror Door» (4.13)

El álbum fue producido por Pete Townshend en su estudio personal bajo la asistencia de Bob Pridden y Myles Clarke como ingeniero de sonido.

## Músicos
- Roger Daltrey: voz
- Pete Townshend: voz, guitarra y teclados
- Pino Palladino: bajo
- John 'Rabbit' Bundrick: teclados
- Peter Huntington: batería
- Simon Townshend: voz
- Billy Nicholls: voz

Peter Huntington, batería de Rachel Fuller (compañera sentimental de Pete Townshend), toca en el EP debido a la ausencia de Zak Starkey, habitual batería del grupo.